# Harald Hofmann (Basketballspieler)
Harald Hofmann (* 1975) ist ein ehemaliger deutscher Basketballspieler.

## Laufbahn
Hofmann entsprang der Jugendarbeit von Steiner Bayreuth. Er ging in die Vereinigten Staaten und studierte von 1993 bis 1997 an der Santa Clara University im Bundesstaat Kalifornien. Der 2,06 Meter messende Innenspieler gehörte in den Spielzeiten 1994/95 sowie 1995/96 dem Kader der Hochschulmannschaft an, zu dem damals auch der spätere NBA-Spieler Steve Nash zählte. In beiden Spieljahren gewann Hofmann mit Santa Clara den Meistertitel in der West Coast Conference (WCC), der Deutsche kam in dieser Zeit insgesamt jedoch nur zu einem Einsatz, in dem er in der Saison 1994/95 zwei Punkte erzielte und drei Rebounds verbuchte. 2017 wurde er als Mitglied der Santa-Clara-Mannschaft, die zweimal den WCC-Meistertitel gewann, in die Sport-Ruhmeshalle der Hochschule aufgenommen.
In der Endphase der Saison 1996/97 wurde er von seinem Heimatverein Steiner Bayreuth in der Basketball-Bundesliga eingesetzt und trug zur Sicherung des Klassenerhalts bei. Hernach ging Hofmann in die Vereinigten Staaten zurück, studierte am Fresno City College und gehörte im Spieljahr 1997/98 dessen Basketball-Mannschaft an. Dort wartete er mit teils starken Leistungen auf, Anfang März 1998 erzielte er im Spiel gegen das Los Angeles City College 27 Punkte sowie 15 Rebounds. Von 1998 bis 2000 spielte und studierte Hofmann an der ebenfalls in Kalifornien gelegenen Concordia University Irvine. Mit 189 Offensiv-Rebounds stand er zum Zeitpunkt seines Ausscheidens aus dem Kader in der ewigen Bestenliste der Hochschulmannschaft auf dem vierten Rang. Nach dem abgeschlossenen Studium im Fach Wirtschaftswissenschaft ging er nach Deutschland zurück und erlangte an der Handelshochschule Leipzig einen weiteren Abschluss im Fach Betriebswirtschaftslehre. Hofmann wurde beruflich im Bereich Finanzplanung tätig.